# Автомобільна промисловість в Алжирі
Автомобільна промисловість Алжиру — галузь економіки Алжиру.

## Огляд

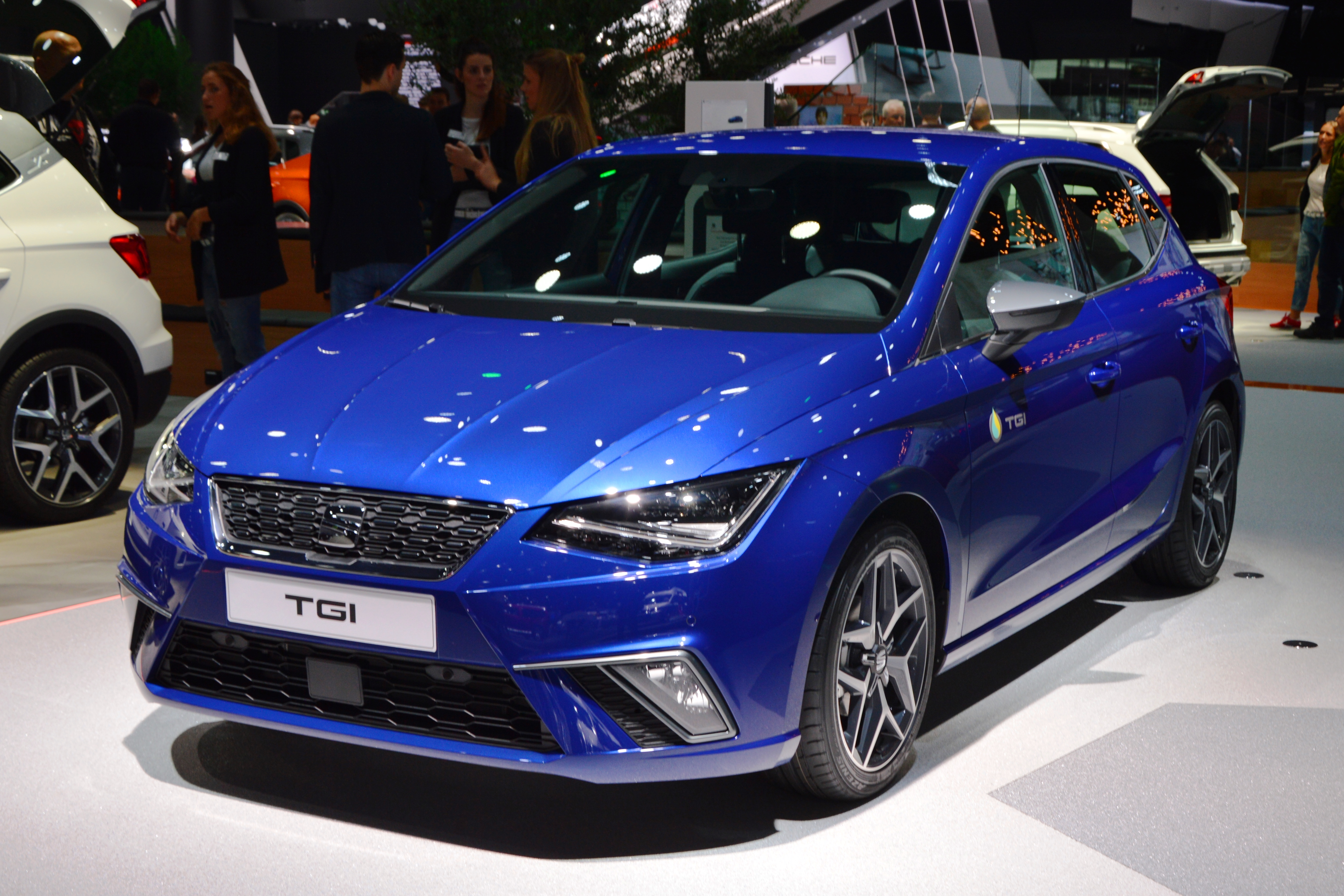
Seat Ibiza (2018–дотепер)

Алжирський автомобільний ринок є одним з найбільших на континенті (разом з ПАР, Єгиптом і Марокко) і може перевищувати 500,000 одиниць на рік.
Компанія National company of industrial vehicles (SNVI) в окрузі Руїба, в рамках алжирського-німецько-еміратського інвестиційного проєкту випускає вантажівки та автобуси Mercedes-Benz. Renault є найбільшим виробником, який займає приблизно 25,5% національного ринку автомобілів. Інші виробники автомобілів, які представлені в Алжирі: Volkswagen (2-ий за величиною), Peugeot (3-ій), Citroën (4-ий), Hyundai (5-ий), Nissan (6-ий), та Fiat (7-ий).
Алжирсько-турецька компанія Emin Auto, яка включає представників ряду китайських марок автомобілів, повинна підписати проєкт будівництва лінії складання комерційних автомобілів. Проєкт знаходиться в партнерстві з китайською автомобільною корпорацією Jianghuaa JAC Motors і Emin Auto. Завод зможе виробляти 10,000 вантажівок на рік. Через 10 років обсяг буде збільшено до приблизно 100,000 автомобілів на рік.

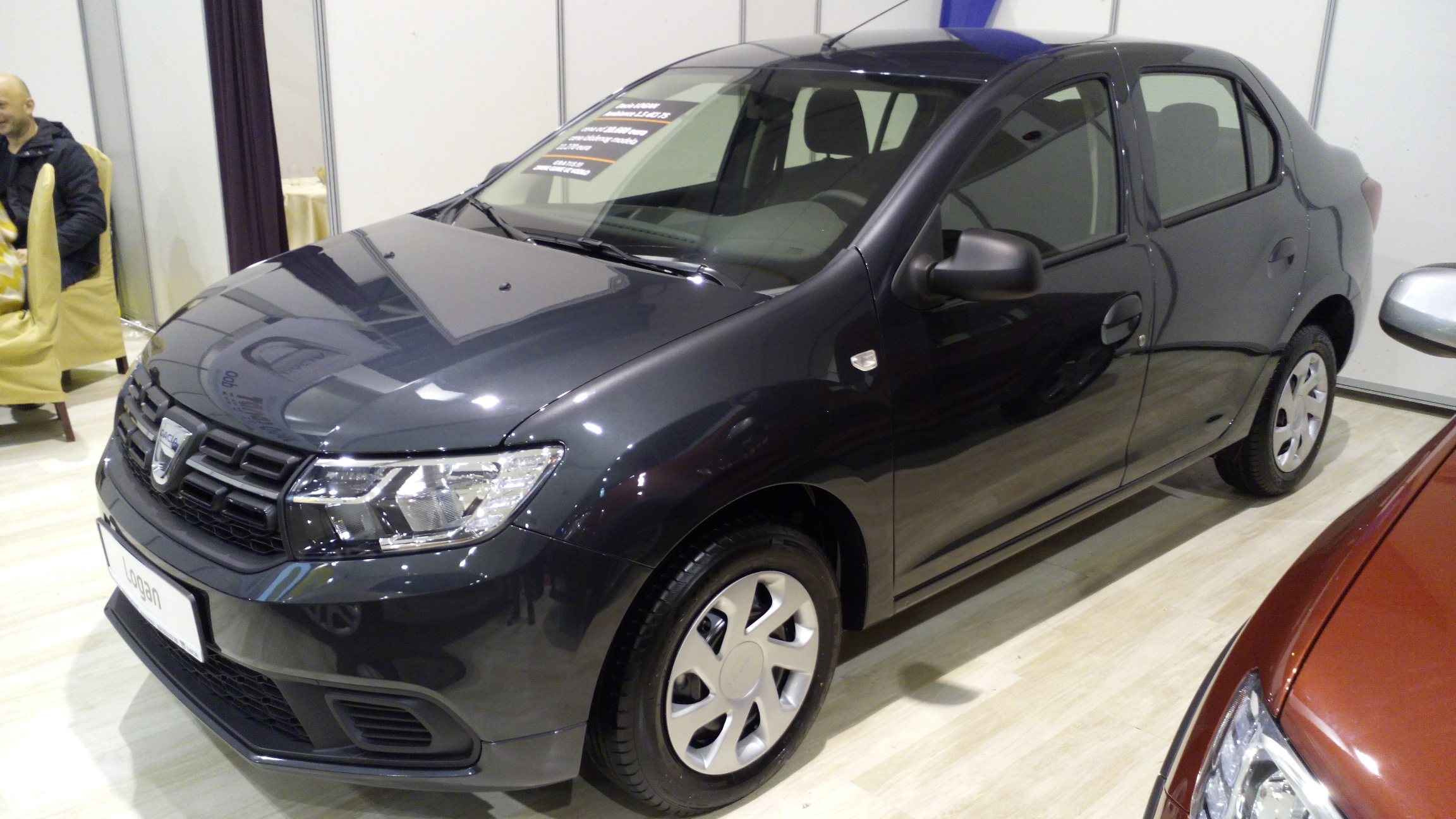
Renault Logan (2014–дотепер)
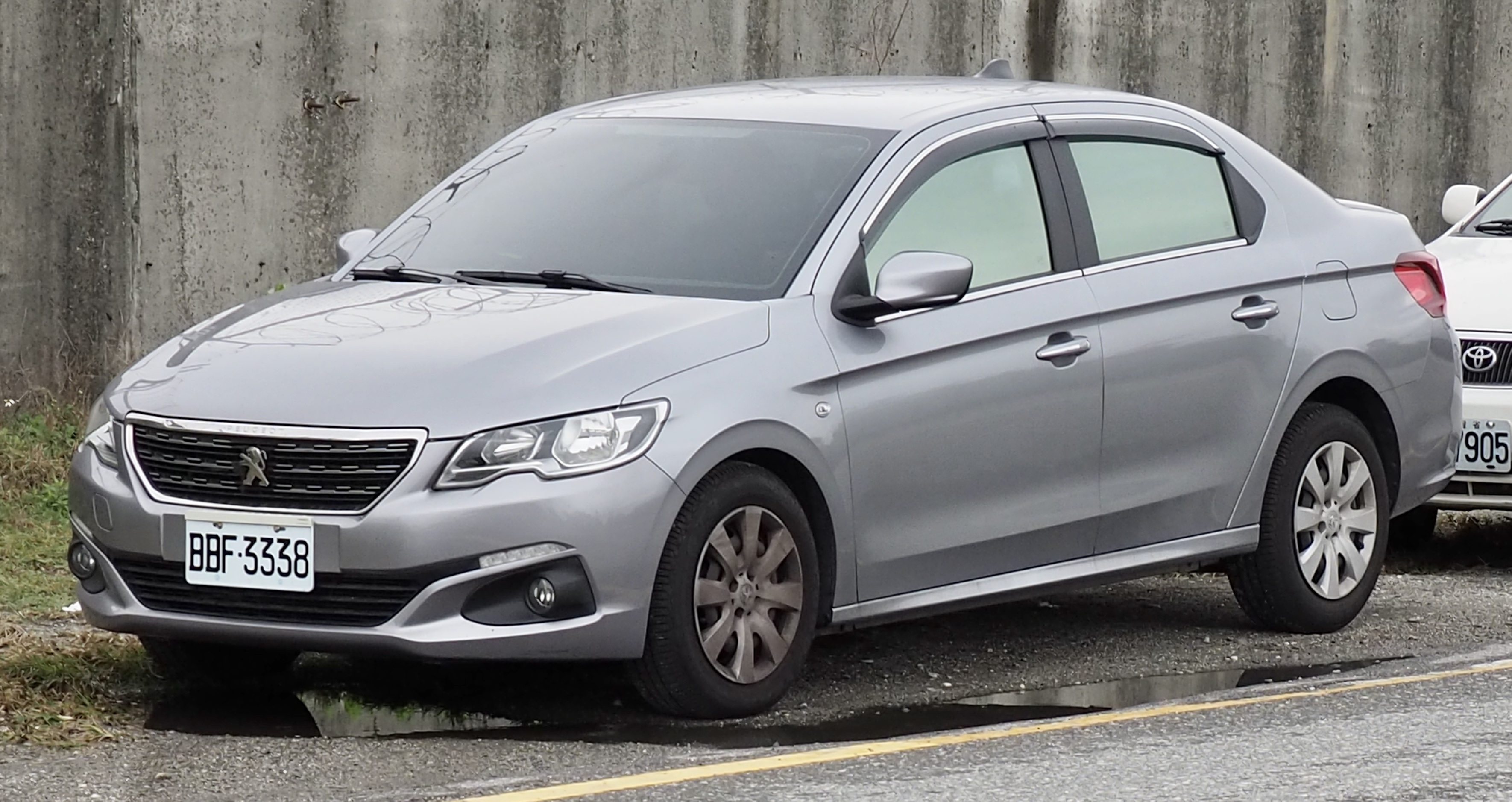
Peugeot 301 (2017–дотепер)
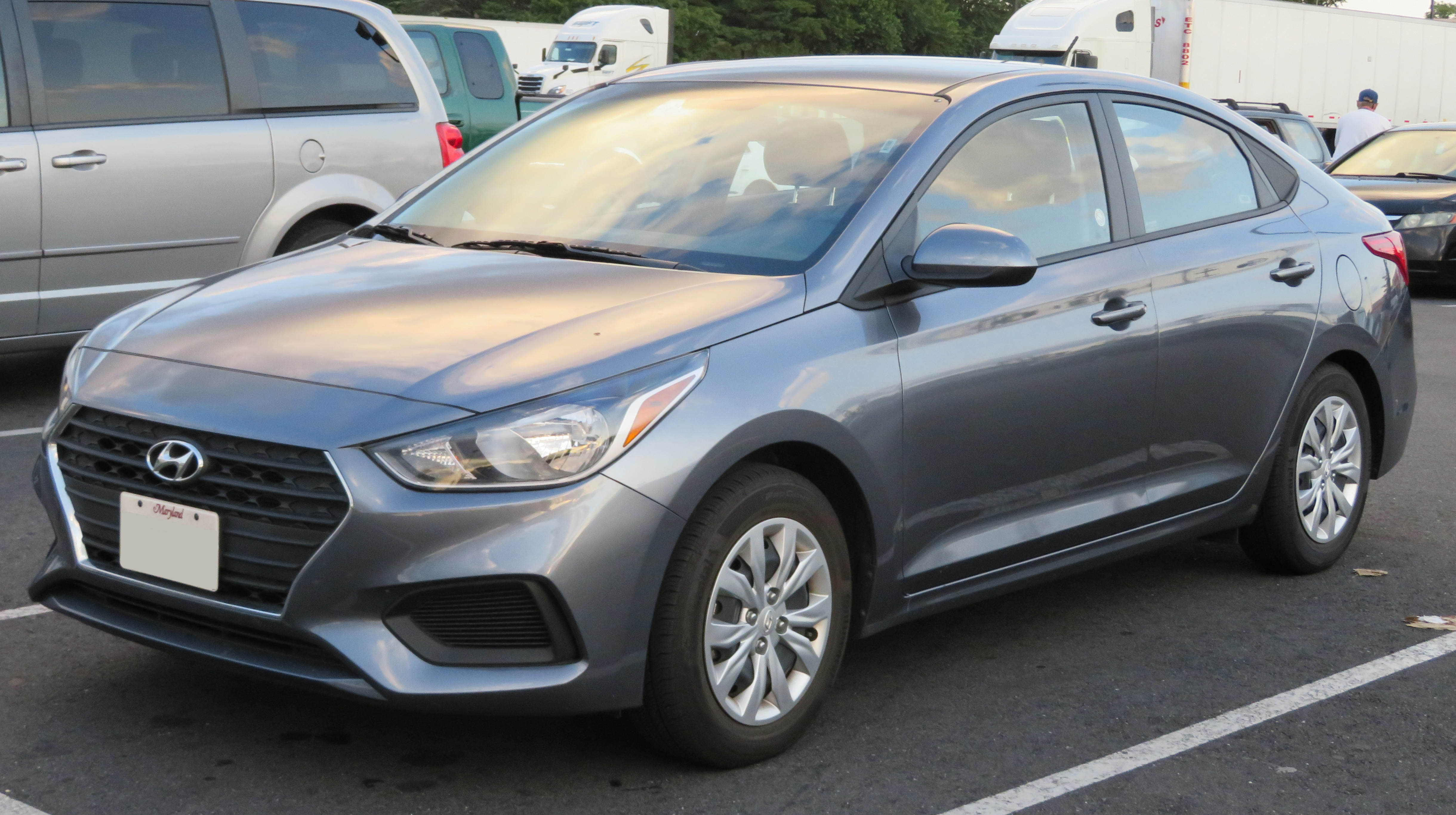
Hyundai Accent (2017–дотепер)
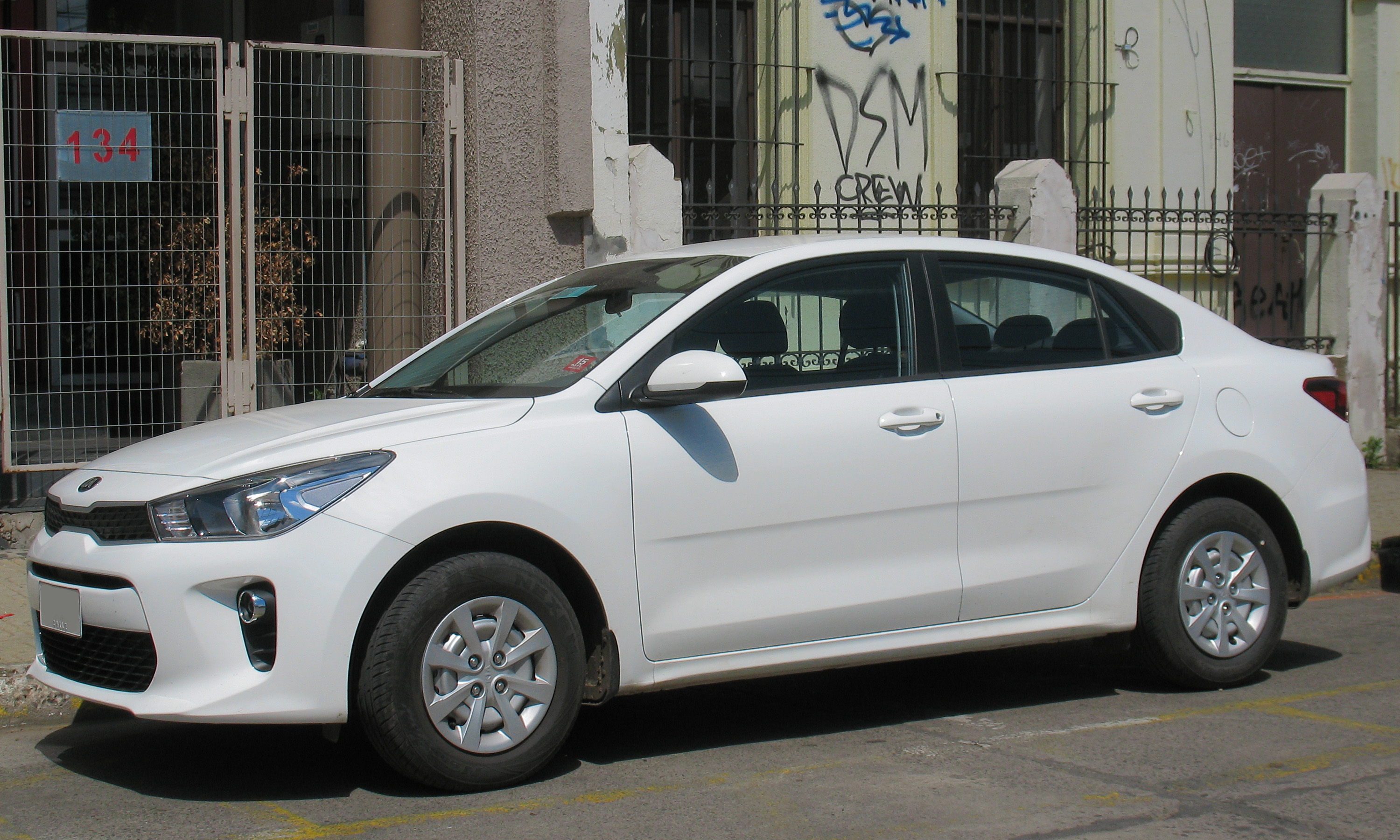
Kia Rio (2017–дотепер)

## Виробники

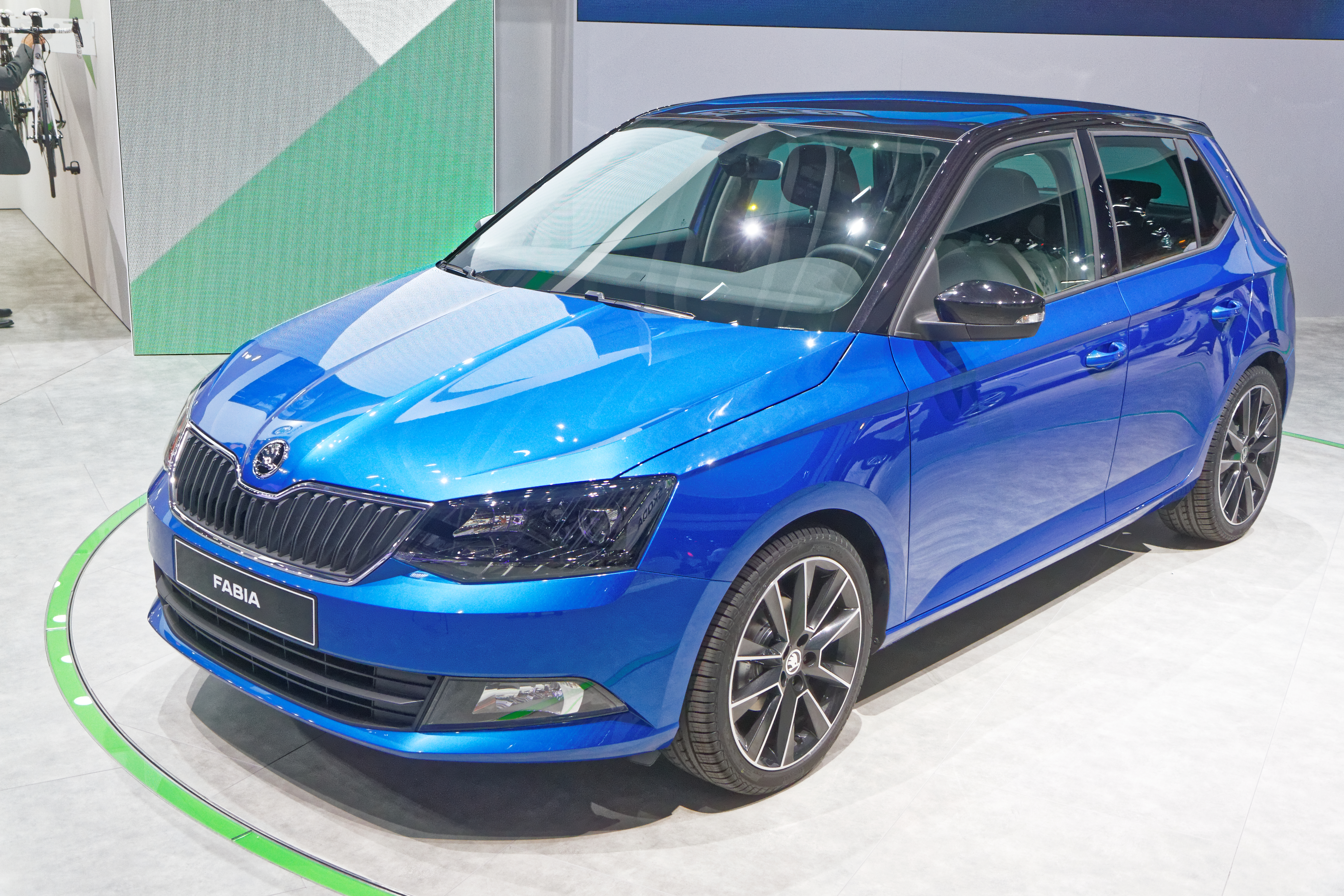
Škoda Fabia (2018–2021)

- Renault Algeria
- Peugeot-Citroën Algeria
- Hyundai-Kia Algeria
- Volkswagen Algeria
- Mercedes-Benz Algeria
- Suzuki Algeria

## Обсяг виробництва за роками
| Рік  | Обсяг виробництва |
| ---- | ----------------- |
| 2014 | 1,244             |
| 2015 | 19,346            |
| 2016 | 42,008            |
| 2017 | 60,606            |
| 2018 | 70,597            |
| 2019 | 60,012            |
| 2020 | 754               |
| 2021 | 5,208             |
| 2022 | 2,773             |
| 2023 | 2,456             |